# Sartaguda
Sartaguda (baskisch: Sartagueta) ist eine nordspanische Kleinstadt und eine Gemeinde (municipio) mit 1.325 Einwohnern (Stand: 2024) im Süden der Autonomen Gemeinschaft Navarra.

## Lage und Klima
Sartaguda liegt am Ebro, der die Gemeinde im Westen und Süden begrenzt, gut 80 km (Fahrtstrecke) südwestlich von Pamplona bzw. ca. 35 km ostsüdöstlich von Logroño in einer Höhe von ca. 335 m. Das Klima ist gemäßigt bis warm; Regen (ca. 600 mm/Jahr) fällt überwiegend im Winterhalbjahr.

## Bevölkerungsentwicklung
| Jahr      | 1970 | 1981 | 1991 | 2001 | 2011 | 2021 |
| Einwohner | 1441 | 1386 | 1412 | 1350 | 1428 | 1287 |

Trotz der Reblauskrise im Weinbau, der zunehmenden Mechanisierung der Landwirtschaft, der Aufgabe bäuerlicher Kleinbetriebe und der daraus resultierenden Arbeitslosigkeit auf dem Lande sind die Bevölkerungszahlen seit der zweiten Hälfte des 20. Jahrhunderts im Wesentlichen stabil geblieben.

## Wirtschaft
Der von den Römern betriebene Weinbau gewann ab dem 19. Jahrhundert an Bedeutung. Hier wird der Rioja produziert.

## Sehenswürdigkeiten
- alte und neue Marienkirche (Iglesia de la Virgen del Rosario)
- Park mit Skulpturen zu Ehren der Toten des Bürgerkriegs von 1936

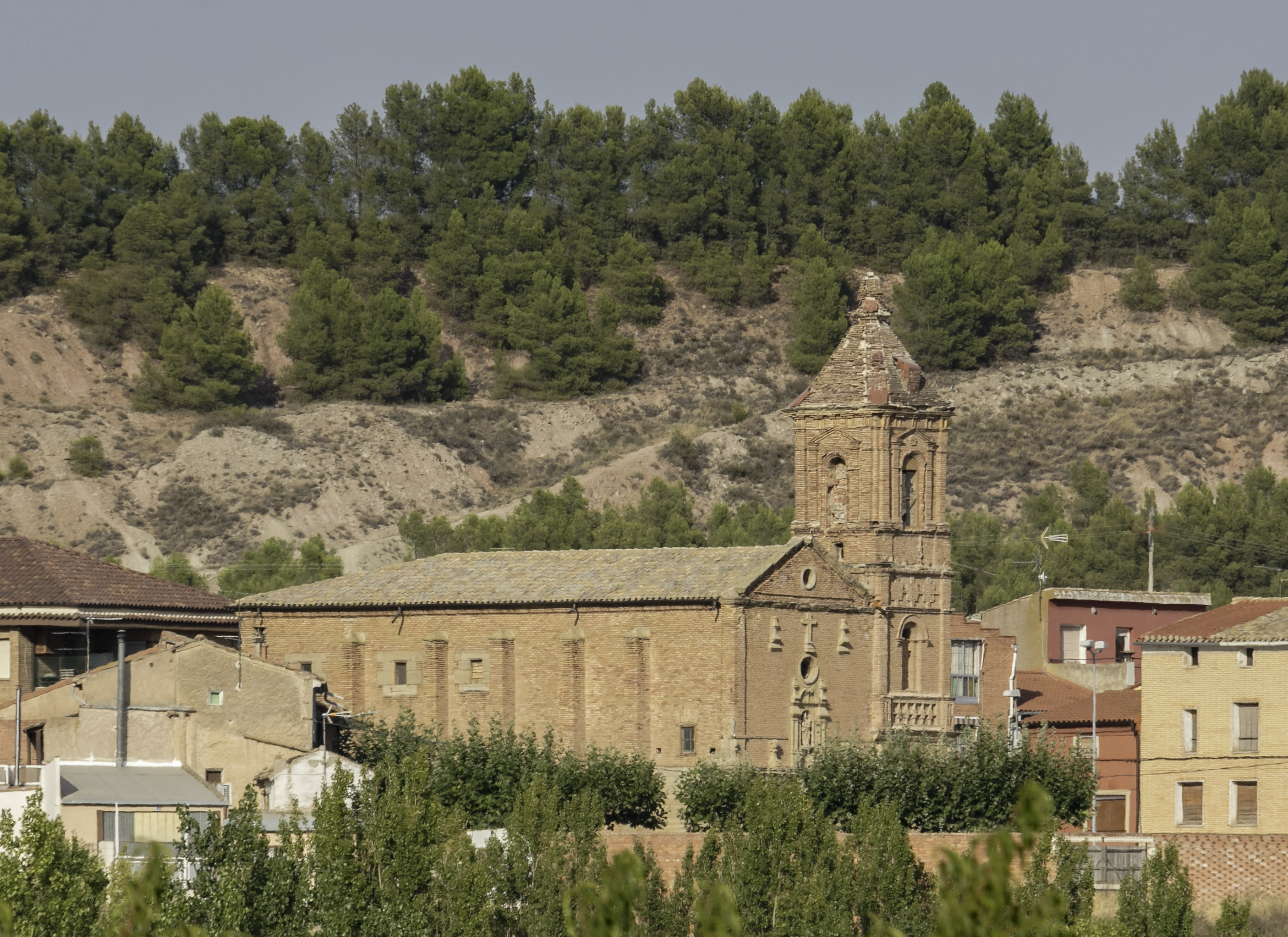
Alte Marienkirche
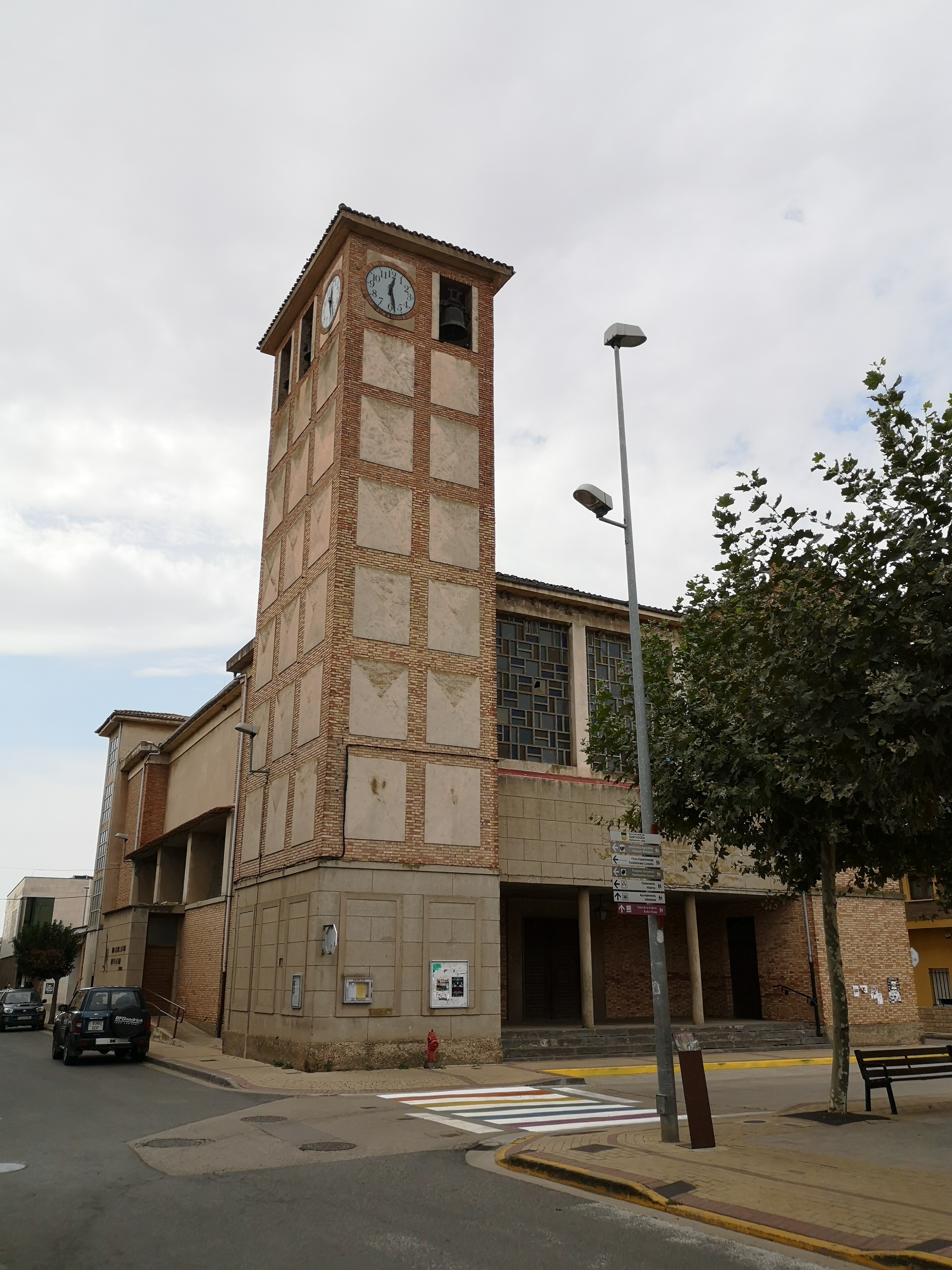
Neue Marienkirche
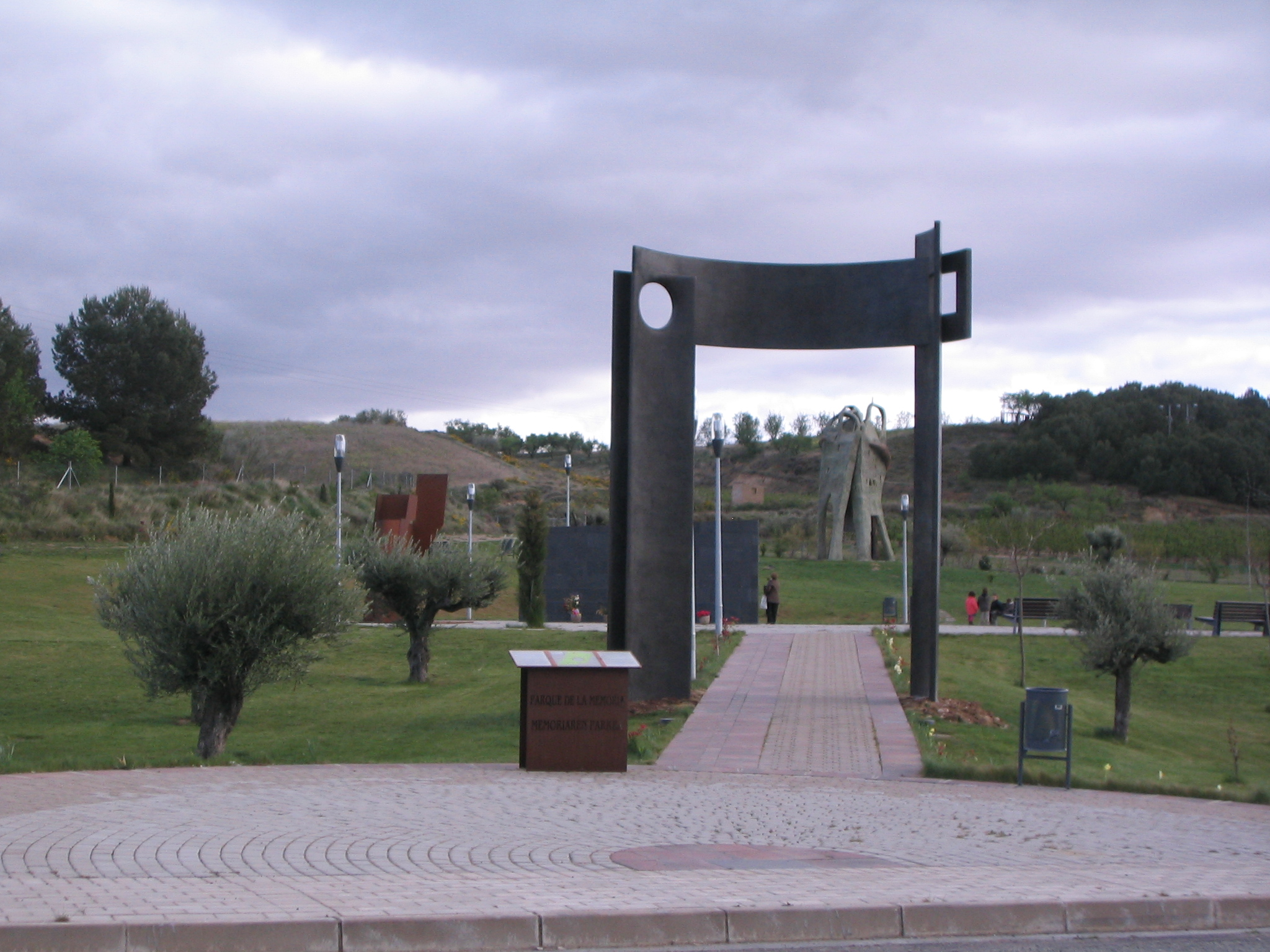
Park